# Катамаран

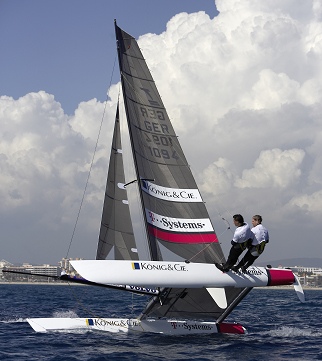
Вітрильний спортивний катамаран

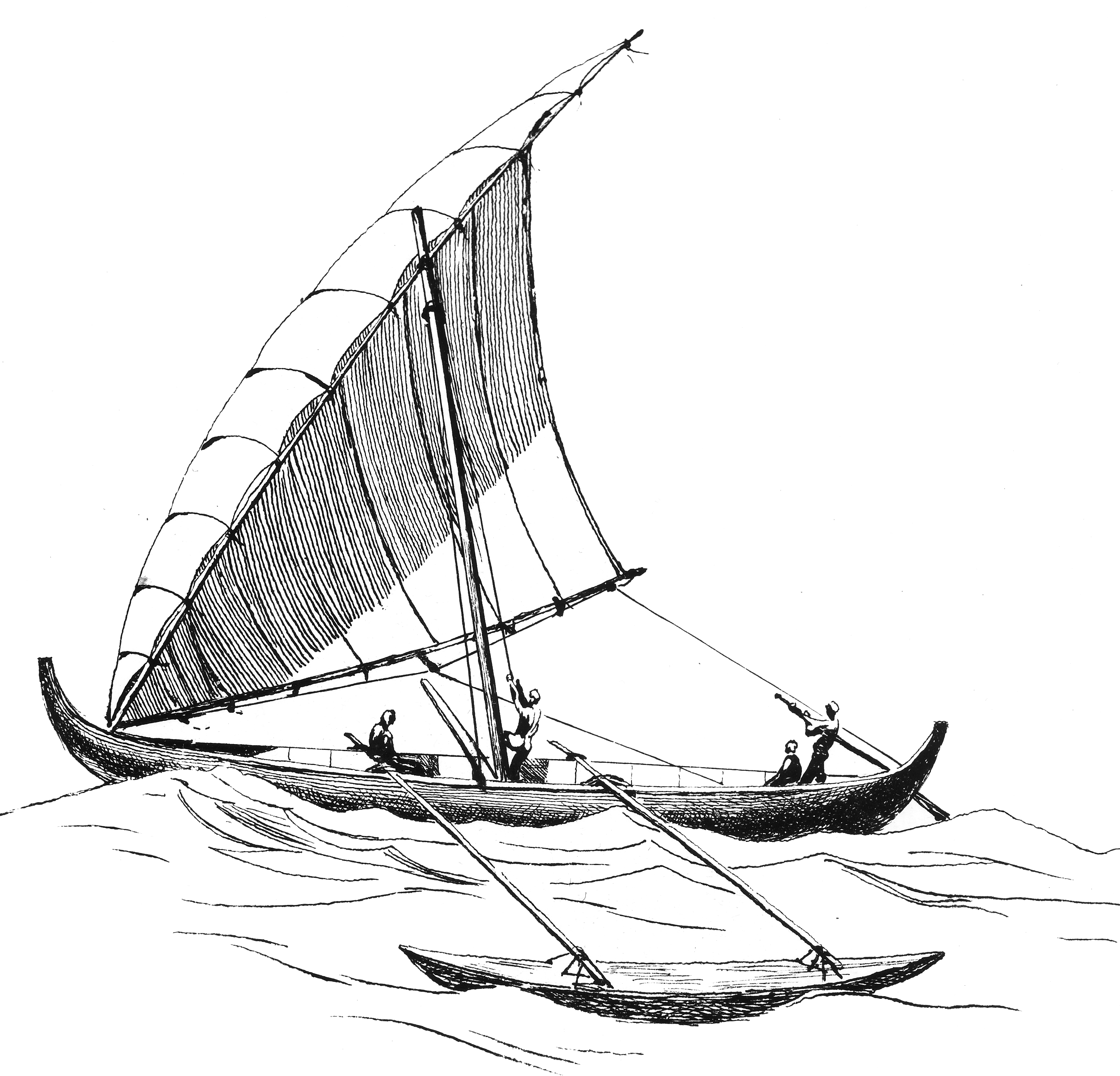
Австронезійська Проа - є не класичним катамараном, а човном з одного корпусу, з приєднаним аутрігером

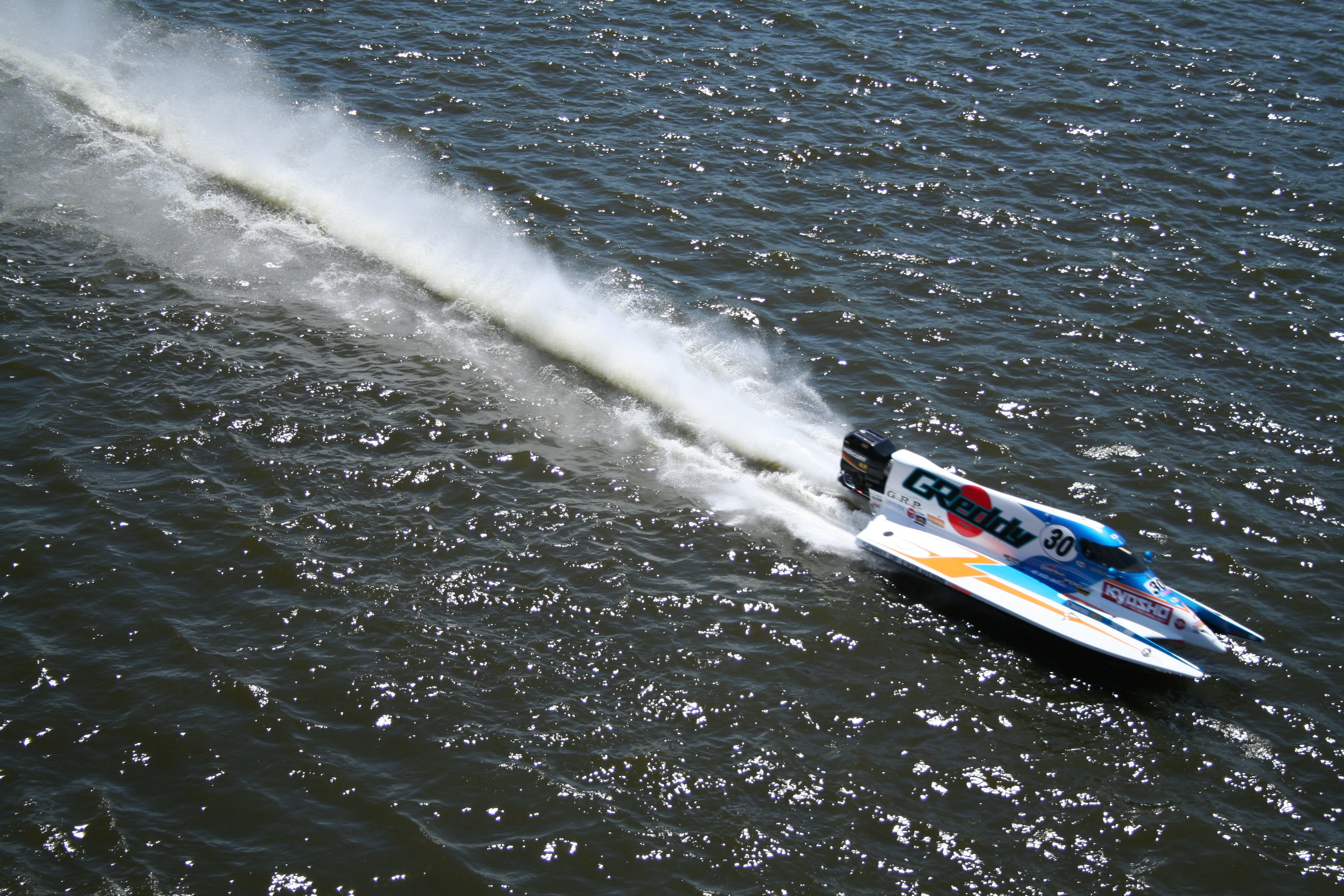
Скутер-катамаран

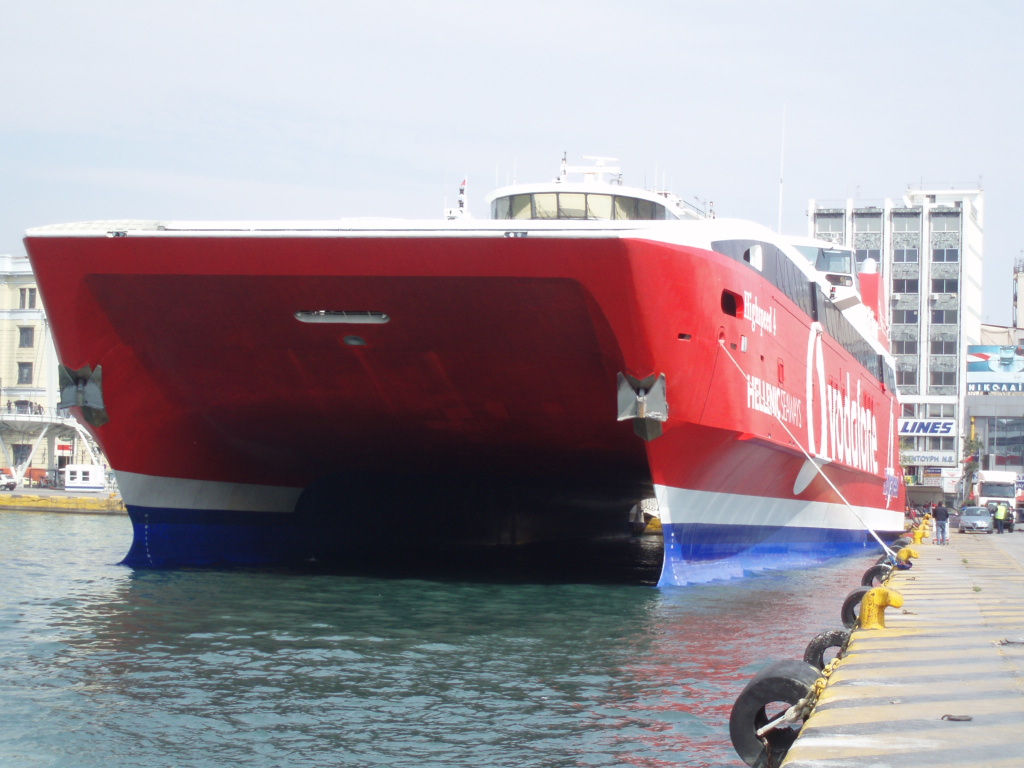
Катамаран для вантажо-пасажирських перевезень

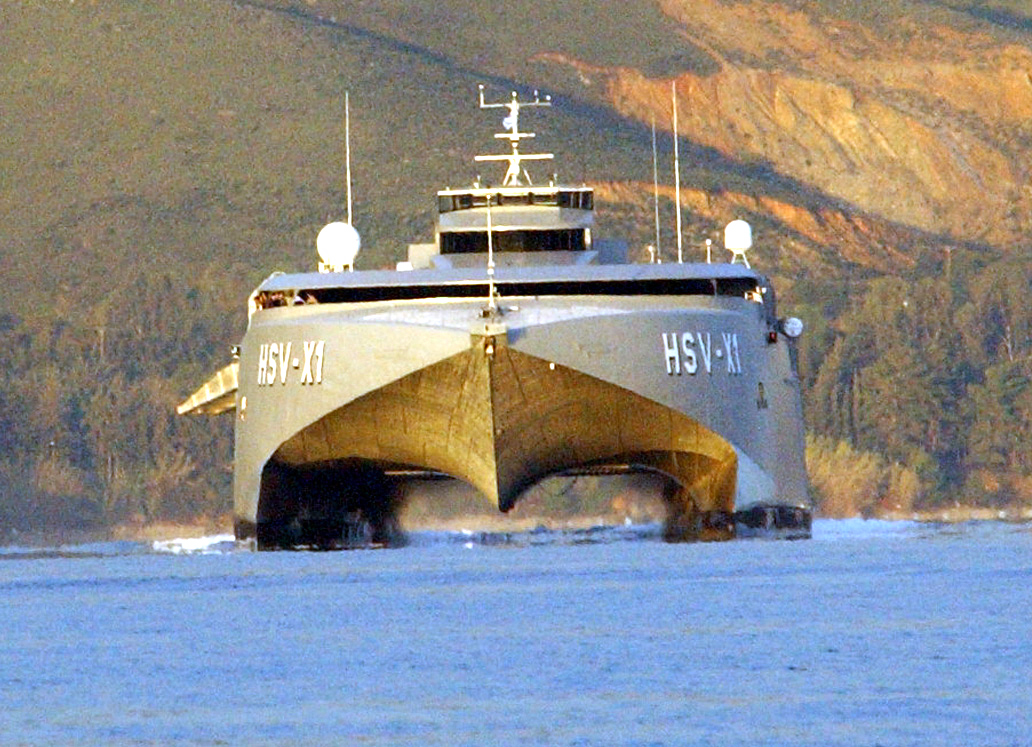
Військово-транспортний катамаран HSV-X1 Joint Venture

Катамара́н (з тамільської каттумарам, досл. «зв'язані колоди») — судно з двома з'єднаними у надводній частині паралельними корпусами. Як правило, має підвищену остійкість і хороші морехідні якості. Корпуси судна з'єднані балками (трубами чи фермами) або мостом у вигляді палуби чи навіть каюти.
Катамаран має відносно велику змочену поверхню корпусу в порівнянні з однокорпусними суднами, тому не підходить для спорудження малошвидкісних вантажних суден. Але підвищена остійкість і хороші морехідні якості породжують значний інтерес до технології катамаранів з боку розробників концептів бойових кораблів. Крім того, можливість отримання відносно великої площі палуби є корисною для конструкторів поромів.

## Історія
Даний тип судна відомий з давніх часів і найбільшого поширення набув у народів Океанії. За даними етнографії та археології, катамаран, подібний тому, що продовжують використовуватися в Полінезії, був основним засобом розселення її народів вже до 2 тисячоліття до н. е.
З'єднані разом судна використовували також в Європі, наприклад римлянами — при облозі Сіракуз.
Різновид катамаранів, у яких поплавки не симетричні, а один набагато довший за інший, називають проа. Вітрильний проа ходить лише одним боком до вітру, тому у нього симетричні корма і ніс, які в залежності від напрямку ходу щодо вітра міняються місцями.
У сучасних народів, що проживають на азійському узбережжі Індійського океану катамараном також називають пліт.

## Характеристики
До переваг катамаранів відносять велику площу палубного простору, велику початкову остійність, меншу амплітуду хитавиці, можливість мати великі подовження корпусів, що забезпечує більшу швидкість ходу. Конструктивна схема також дозволяє рознести силову установку, що підвищує її надійність від механічних пошкоджень. Катамарани звичайно легші в управлінні і більш маневрені, ніж однокорпусні судна.
До недоліків відносять складність побудови і проблеми із забезпеченням міцності з'єднувального мосту, який піддається великим навантаженням при хитавиці, хоча впровадження металу як матеріалу корпусу і нових, більш ефективних, методів побудови корпусів дозволили по-іншому оцінити перспективи катамаранів, і вони стали отримувати дедалі більше поширення.

## Катамарани у вітрильному спорті
Завдяки своїм конструктивним особливостям вітрильні катамарани показують гарні результати, які досягаються завдяки великій остійкості суден та різкому зменшенні змоченої поверхні при невеликому крені — коли в воді лишається лише один підвітрений корпус, а інший виходить з води.
Суттєвим недоліком вітрильних катамаранів є те, що за відсутності кіля з баластом при зростанні крену істотно зменшується момент утримання, що може призвести то перевертання судна. Для запобігання такої ситуації катамарани облаштовуються автоматами скидання вітрил при критичному крені.